# Жанна Наваррская (виконтесса де Роган)
Жанна Наваррская или Жанна д’Эврё (фр. Jeanne de Navarre, исп. Juana de Navarra), (ок.1339—1403) — принцесса Наваррская из дома Эврё, дочь короля Наварры Филиппа III Эврё и королевы Жанны II, жена 11-го виконта де Рогана Жана I.

## Ранние годы
Жанна Наваррская родилась около 1339 года. Она была восьмым ребёнком и младшей дочерью королевы Наварры Жанны II и короля Филиппа III. К моменту её рождения в семье было четыре дочери, старшая из которых, Мария, уже была замужем за королём Арагона Педро IV, и двое сыновей. В 1341 году появился ещё один сын — Людовик.
Отец Жанны, Филипп Эврё, в Столетней войне выступал союзником Франции, и в 1339—1340 находился вместе с Филиппом VI в северных французских провинциях, отражая атаки Эдуарда III.
С 1342 он участвовал в освободительном движении Реконкисты и умер от последствий ранения, полученного при осаде Альхесираса. Королевством Наварра продолжила править её мать единолично.
В 1348 году Филипп VI, подыскивая своему сыну Иоанну невесту, обратил внимание на Бланку, одну из старших сестёр Жанны. Но когда она прибыла в Париж, поражённый её красотой, сам женился на ней 29 января 1349 года.
Спустя полгода вышла замуж ещё одна сестра Жанны, Агнесса. Её супругом стал князь-соправитель Андорры Гастон III де Фуа. Этот брак не задался, и Гастон вскоре после рождения сына развёлся с Агнессой.
Королева Жанна 6 октября 1349 скончалась от чумы, эпидемия которой тогда бушевала в Европе. Ей наследовал старший сын Карл II. В Наварре он появлялся лишь изредка и ненадолго. Вся его жизнь прошла в борьбе против королей Франции.

## Замужество и дети
Жанне было уже более тридцати лет, когда она в октябре 1373 или в 1377 году вышла замуж за овдовевшего виконта де Рогана Жана I.
В браке с ним у Жанны родился единственный сын:
- Шарль (ум. 1438) — сеньор де Гемене, женат на Екатерине дю Геклен, даме дю Верже, имел одного сына.

Вместе с Жаном де Роганом Жанна прожила более двадцати лет. Он скончался в 1396 году. Жанна пережила мужа на семь лет и умерла 20 ноября 1403 года.
Так как у Жана было пятеро детей от первого брака, в том числе и наследники мужского пола, то титул виконта де Рогана перешёл к его старшему сыну Алену. Шарль получил титул сеньора Гемене. В 1405 году он женился на Екатерине дю Геклен и стал основателем династии Роганов-Гемене. Это единственная ветвь дома Роганов, представители которой живут и в наши дни.